# اوزان (گول‌باشی)
اوزان (به ترکی استانبولی: Ozan) یک منطقهٔ مسکونی در ترکیه است که در گول‌باشی واقع شده‌است.